# Liekolibrier
Liekolibrier (Eutoxeres) är ett släkte med fåglar i familjen kolibrier med två arter som återfinns i Latinamerika:
- Vitstjärtad liekolibri (E. aquila)
- Roststjärtad liekolibri (E. condamini)